# لویی ژرژ دوورنوا

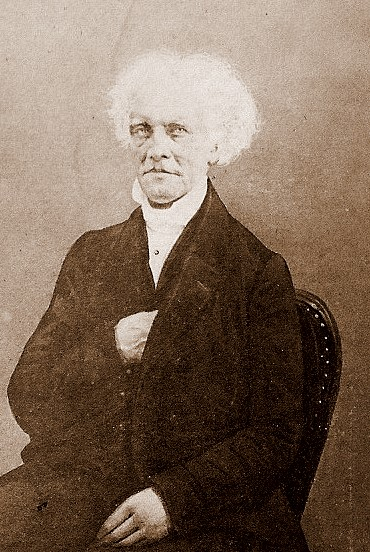
لویی ژرژ دوورنوا، پزشک و طبیعت‌دان فرانسوی

لویی ژرژ دوورنوا (به فرانسوی: Louis Georges Duvernoy) (زاده ۶ اوت ۱۷۷۷ - مرگ ۱ مارس ۱۸۵۵) پزشک و جانورشناس فرانسوی بود.
او در شهر مونتبلیر در شهرستان دو به دنیا آمد. در سال ۱۸۰۹، ژرژ کوویه از او برای استادی در دانشکده علوم دانشگاه مونتبلیر دعوت کرد. دوورنوا دستیار کوویه در نوشتن کتاب «مباحثی در کالبدشناسی مقایسه‌ای» (به فرانسوی: Leçons d'anatomie comparée) گشت.
در سال ۱۸۴۷، دوورنوا به عنوان عضو آکادمی علوم فرانسه برگزیده شد. در ۱۸۵۱ نیز عضو خارجی آکادمی علوم سوئد گشت. او در روز نخست ماه مارس ۱۸۵۵ در پاریس درگذشت. دوورنوا پدربزرگ شارل فریدل است.

## آثار
- Notice historique sur les ouvrages et la vie de M. le Bon Cuvier, ۱۸۳۳
- Résumé sur le fluide nourricier, ses réservoirs et son mouvement dans tout le règne animal, ۱۸۳۹
- Mémoires sur le système nerveux des mollusques acéphales lamellibranches ou bivalves, ۱۸۵۳